# Klotenberg
Der Klotenberg ist ein 158 Meter hoher Berg im Teutoburger Wald im Kreis Steinfurt.
Er bildet die östliche Begrenzung des Bocketals. Bekannt ist er vor allem durch die Kletterfelsen des Vereins der Ibbenbürener Bergfreunde.

## Blücherfelsen
Der Blücherfelsen ist eine Felsengruppe auf dem Klotenberg, die nach dem preußischen Militärgouverneur der Provinz Westfalen und späteren Generalfeldmarschall Gebhard Leberecht von Blücher benannt wurde.
Er soll als Gouverneur öfters auf den Felsen gesessen und die Aussicht genossen haben, die heute aber durch Bäume versperrt ist.
Bis zum Beginn des 20. Jahrhunderts war der Bergrücken um den Klotenberg nur mit Besenheide bewachsen, was vom starken Schaftrieb und massiven Holzeinschlag herrührte. Mit den Jahren wuchsen auf den steilen Hängen des Klotenberges und um den Blücherfelsen vornehmlich Kiefern und Buchen.

### Osning-Sandstein
Am Klotenberg wurde seit Jahrhunderten in kleinem Umfang der sogenannte Osning-Sandstein gewonnen. Mit dem Bau der Teutoburger Wald-Eisenbahn direkt am Fuß des Berges erhielt auch der Steinbruch ein Anschlussgleis.
Zwei Kohleflöze der Wealdenkohle stehen am Berg zutage an. Diese Kohlenflöze wurden in den Notzeiten nach dem Ersten und Zweiten Weltkrieg abgebaut. Durch die geringe Mächtigkeit von 10 und 20 Zentimeter wurden die Versuche auf Kohlenbergbau rasch wieder eingestellt.
Im Klotenberg sollte im Zweiten Weltkrieg das Projekt Zeolith gebaut werden. Das Ende des Zweiten Weltkrieges mit der Einnahme des Bocketals durch die Engländer vereitelte jedoch einen weiteren Ausbau.